# ویکفیلد
latitudeویکفیلدlongitudeویکفیلد
ویکفیلد (به انگلیسی: Wakefield) یک شهر در انگلستان است که در سیتی ویکفیلد واقع شده‌است.

## خصوصیات
ویکفیلد ۷۶٬۸۸۶ نفر جمعیت دارد.

## خواهرخوانده
شهرهای آلفلد، بلگورود، کستر، کاستروپ-راوکسل، خیرونا، انن-بومون، Konin و هرنه خواهرخوانده‌های ویکفیلد هستند.